# 117582 Kenjikawai
117582 Kenjikawai este o planetă minoră (asteroid), cu un diametru de 2,21 km, din centura de asteroizi. A fost descoperită pe 7 martie 2005 la Goodricke-Pigott Observatory⁠(d) de Roy A. Tucker⁠(d). 
Obiectul prezintă o orbită caracterizată de o semiaxă mare de 2,4512416473399 UAi, o excentricitate de 0,13017908842217, o înclinație de 10,250176704988 ° în raport cu ecliptica.